# 베를린 보타니셔 가르텐역
베를린 보타니셔 가르텐역(Bahnhof Berlin Botanischer Garten)은 베를린 슈테글리츠첼렌도르프구 리히터펠데에 있는 반제선의 철도역이다. 베를린 식물원에 인접해 있다.
승강장 길이는 204 m이며, 승강장 남서쪽으로 출구가 개설되어 있다. 역 설계자는 구스타프 에르트만(Gustav Erdmann)과 에른스트 슈핀들러(Ernst Spindler)이며 건축 유산으로 지정되어 있다.

## 역사
20세기 초에 슈테글리츠와 리히터펠데의 경계선을 따라서 택지 개발이 시작되면서 역 근처에 있는 베를린 식물원에서 역 건설을 주도했다. 이 역은 새로운 택지 지구의 중심역으로 기능할 계획이었다. 약 1년간의 공사 끝에 1909년 5월 1일에 역이 개업했다. 역 건설 이후에 역세권에서의 택지 개발이 대규모로 진행되었다.
1933년 5월 15일부터 베를린 S반의 전동차가 운행하기 시작했으며, 제2차 세계 대전으로 인하여 1945년 4월부터 6월까지 영업이 중단되었다. 1980년 9월 18일부터 서베를린 S반 파업으로 인하여 반제선 전 구간의 역 영업이 중단되었다. 서베를린 BVG에 영업권 양도 이후에는 반제선의 개보수공사 작업이 시작되었고, 1985년 2월 1일에 역이 다시 개통했다.
역 출입구가 개설된 몰트케교(Moltkebrücke)의 재건축 계획이 2020년 말에 발표되면서 임시 출입구가 개설 계획이 포함되었다. 교량 재건축은 2022년 초에 시작되었다.

## 인접 철도역
베를린 버스 188, N88번과 환승할 수 있다.
| 베를린 S반                                | 베를린 S반 | 베를린 S반                  |
| ----------------------------------------- | ---------- | --------------------------- |
| 라트하우스 슈테글리츠 오라니엔부르크 방면 | S1         | 리히터펠데 베스트 반제 방면 |

## 참고 문헌
- Michael Braun, Udo Dittfurth (2004).  Berliner S-Bahn-Museum, 편집. 《Die elektrische Wannseebahn. Zeitreisen mit der Berliner S-Bahn durch Schöneberg, Steglitz und Zehlendorf》. Berlin: Verlag GVE. ISBN 3-89218-085-7.